# Trissolcus arminon
Trissolcus arminon is een vliesvleugelig insect uit de familie van de Scelionidae. De wetenschappelijke naam van de soort is voor het eerst geldig gepubliceerd in 1838 door Walker.